# Кишар
Кишар (аккад. 𒆠𒊹) — в вавилонском эпосе Энума Элиш — дочь Лахаму и Лахму, первых детей Тиамат и Абзу. Она — сестра и жена Аншара, мать Ану. Кишар может представлять землю как аналог Аншар, неба, а также рассматриваться как богиня-мать земля. Её имя означает «Вся Земля».
Кишар появляется только один раз в «Энума Элиш», в первых строках эпоса, а затем исчезает в оставшейся части истории. Она лишь изредка появляется в других текстах первого тысячелетия до нашей эры, где она, по-видимому, тождественна Анту.

## Внешние ссылки
- Древние месопотамские боги и богини: Аншар и Кишар (бог и богиня)